# كلية مايو كلينيك للطب
عيادة مايو كلية الطب (بالإنجليزية: Mayo Clinic College of Medicine)‏ هي إحدى الكليات لتدريس الطب في الولايات المتحدة الأمريكية. تقع في مدينة روتشيستر في ولاية مينيسوتا الأمريكية. نوع الشهادة الطبية التي يتم تحصيلها هناك هي دكتور في الطب.

## معرض صور

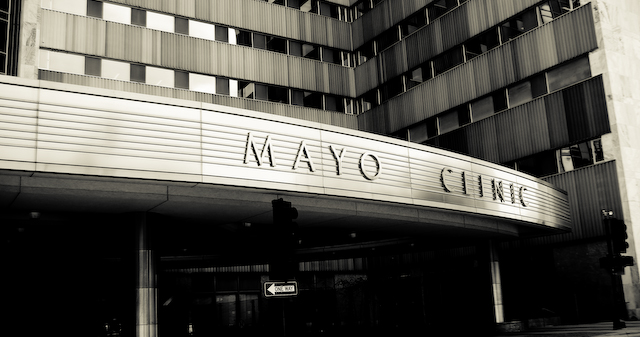
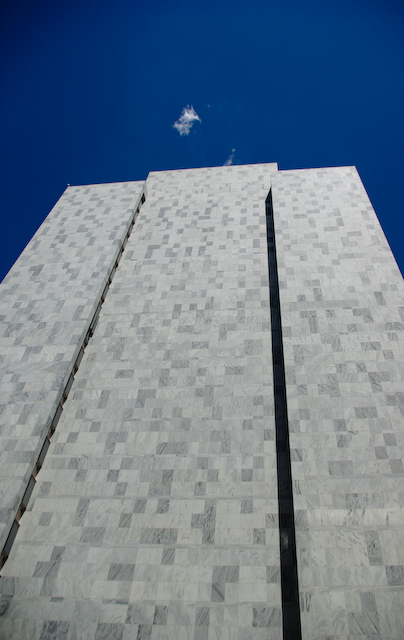
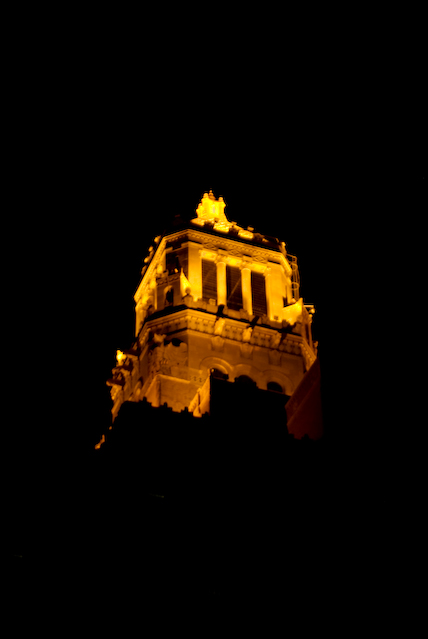
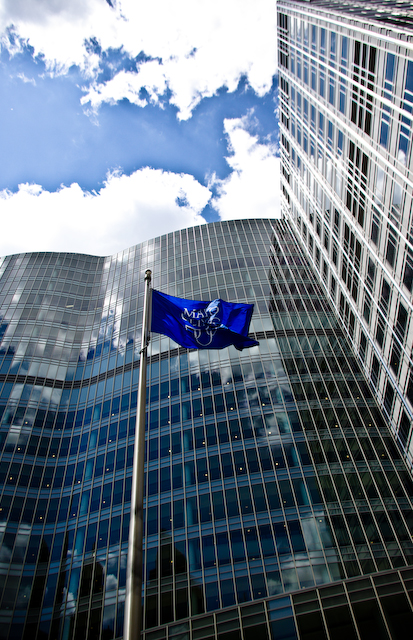
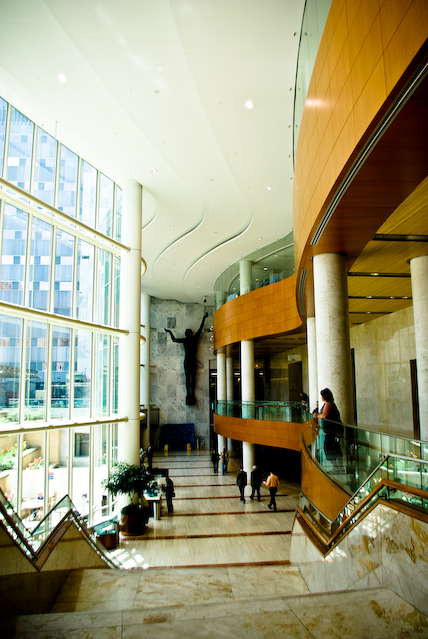